# تیا هوچلیتنر
تیا هوچلیتنر (انگلیسی: Thea Hochleitner; ۱۰ ژوئیهٔ ۱۹۲۵ – ۱۱ مهٔ ۲۰۱۲) اسکی‌باز آلپاین اهل اتریش بود.